# Melanostoma gymnocera
Melanostoma gymnocera är en tvåvingeart som beskrevs av Jacques-Marie-Frangile Bigot 1891. Melanostoma gymnocera ingår i släktet gräsblomflugor, och familjen blomflugor. Inga underarter finns listade i Catalogue of Life.